# Bataille de Dertosa
Deuxième guerre punique
Batailles
219 av. J.-C. : Sagonte
218 av. J.-C. : Rhône, Cissa, Tessin, La Trébie
217 av. J.-C. : Victumulae, Plaisance, Èbre, Lac Trasimène, Geronium
216 av. J.-C. : Cannes, Selva Litana, Nola (1re)
215 av. J.-C. : Cornus, Dertosa, Nola (2e)
214 av. J.-C. : Nola (3e) 
 213 av. J.-C. : Syracuse
212 av. J.-C. : Capoue (1re), Silarus, Herdonia(1re)
 211 av. J.-C. : Bétis, Capoue (2e)
210 av. J.-C. : Herdonia (2e), Numistro
209 av. J.-C. : Asculum, Carthagène
208 av. J.-C. : Baecula
207 av. J.-C. : Grumentum, Métaure
206 av. J.-C. : Ilipa, Carthagène (2e) (ca)
204 av. J.-C. : Crotone
203 av. J.-C. : Utique, Grandes Plaines
202 av. J.-C. : Zama
La bataille de Dertosa fut livrée pendant deuxième guerre punique, en 215 av. J.-C., près de Tortosa et opposa une armée romaine commandée par Gnaeus Cornelius Scipio Calvus et Publius Cornelius Scipio à une armée carthaginoise dirigée par Hasdrubal Barca, toutes deux d'effectifs sensiblement égaux. Hasdrubal tenta sans succès de reproduire la tactique employée par son frère lors de la bataille de Cannes et la bataille se termina par une victoire des Romains, qui leur permit de prendre l'initiative en Hispanie et obligea Carthage à envoyer des renforts à Hasdrubal plutôt qu'à Hannibal.